# フォッポロ
フォッポロ（伊: Foppolo  ( 音声ファイル)）は、イタリア共和国ロンバルディア州ベルガモ県にある、人口約200人の基礎自治体（コムーネ）。

## 地理

### 位置・広がり
ベルガモ県北部、ヴァル・ブレンバーナのコムーネ。ソンドリオから南南西へ16km、県都ベルガモから北へ40km、州都ミラノから北東へ79kmの距離にある。

#### 隣接コムーネ
隣接するコムーネは以下の通り。括弧内のSOはソンドリオ県所属を示す。
- カイオーロ (SO)
- カローナ
- チェドラスコ (SO)
- フジーネ (SO)
- タルタノ (SO)
- ヴァッレーヴェ

### 地震分類
イタリアの地震リスク階級 (it) では、3 に分類される
。

## 行政

### 山岳部共同体
広域行政組織である山岳部共同体「ヴァッレ・ブレンバーナ山岳部共同体」  (it:Comunità montana della Valle Brembana)  （事務所所在地：ピアッツァ・ブレンバーナ）を構成するコムーネである。